# Fantasmas en Buenos Aires
Fantasmas en Buenos Aires es una película argentina en blanco y negro dirigida por Enrique Santos Discépolo según el guion de Nicolás Proserpio sobre una idea de Manuel Meaños, Marcelo Menasché y Enrique Santos Discépolo que se estrenó el 8 de julio de 1942 y que tuvo como protagonistas a Pepe Arias y Zully Moreno.

## Sinopsis
Una banda de estafadores le hace creer a un hombre que la mujer que conoció es un fantasma.

## Reparto
- Pepe Arias ... Antonio Marotta
- Zully Moreno ... Martha Almanzor
- Carlos Lagrotta ... Medina
- Enrique García Satur ... "El Chiquito" (falsificador)
- Julio Renato ... Urelio J. Menchaca "Chucho"
- Ramón J. Garay ... Maestro Odóñez (médium)
- María Esther Buschiazzo ... Tía de Martha
- José A. Paonessa ... Peñálvez
- Casimiro Ros ... Galindo
- Chela Cordero ... Esposa de Menchaca
- Tito Rufa
- Américo Marbel

## Comentarios
Manrupe y Portela escriben que se trata de un asunto interesante que pudo ganar más de explotar el patetismo de Pepe Arias ante un (falso) hecho paranormal y por su parte Calki opinó en El Mundo:

”Logra … una eficaz comicidad… en el vaivén del argumento… el director… obtiene aciertos cómicos de buena ley asegurando al espectáculo cierta eficacia reidera… La cinta tiene una realización general discreta.”